# Courtlandt Palmer
Courtlandt Palmer, né le 17 décembre 1871 à New York et mort le 16 décembre 1951, est un pianiste et compositeur américain.

## Biographie
Frère d'Eva Palmer-Sikelianos, il a eu une influence significative sur sa sœur (jusqu'à la rupture de leurs relations en 1900) .
Il est le fils de Courtlandt Palmer (1843–1888), un avocat new-yorkais, connu pour avoir fondé le club à la mode du XIXe siècle à New York et hérité d'une grande fortune de Courtlandt Palmer, Sr. (1800–1874), qui possédait de nombreuses propriétés immobilières. L'astronome Henry Draper, marié à la fille de Palmer Sr., Mary Anne, était son oncle.
Il a étudié le piano à Paris avec Louis Breitner (ca) et à Rome avec Giovanni Sgambati. Il fait ses débuts sur la scène de concert le 3 mars 1894. Au tournant du siècle, il donne des concerts dans diverses villes des États-Unis - en particulier, en 1901, il interprète les Variations symphoniques pour piano et orchestre de César Franck avec le Boston Symphony Orchestra sous la direction de Wilhelm Guericke. En fin de compte, cependant, il a renoncé à une carrière professionnelle, bien que ses capacités aient été très appréciées par les professionnels.
Le 2 décembre 1941, il interprète à Washington la première de son concerto pour piano avec l'Orchestre de Philadelphie sous la direction de Thomas Beecham. En 1942, il répète la performance deux fois (avec Beecham et Léon Barzen) ; les enregistrements de ces concerts ont été conservés. Les critiques ont qualifié sa musique de « romantisme du modèle de 1840, en l'absence de Tchaïkovski et de Rachmaninov ». Il a également écrit un certain nombre d'œuvres de chambre et de chansons.
Un portrait de Palmer a été peint par Albert Herter (1906) ; il est conservé au Metropolitan Museum of Art.

## Discographie
- Les Yeux (musique imprimée) : composition de Courtlandt Palmer pour piano, d'après un texte de Sully-Prudhomme, est dédiée à Henriette de Belgique, duchesse de Vendôme dans les années 1920 et publiée à Lausanne[5].